# Радиоспектроскопия
Радиоспектроскопия — способ исследования вещества, основанный на изучении спектров электромагнитного излучения в диапазоне радиоволн от 5·10-5 до 10 м. 
Методы радиоспектроскопии применяют для определения геометрических параметров веществ, установления их электронной структуры, исследования кинетики и механизма химических реакций, для изучения состава и строения продуктов радиолиза облученных соединений. Наиболее широко среди радиоспектроскопических методов используются методы магнитной радиоспектроскопии — ядерный магнитный резонанс (ЯМР) и электронный парамагнитный резонанс (ЭПР).